# Wilhelm Engel (Kunstschreiner)

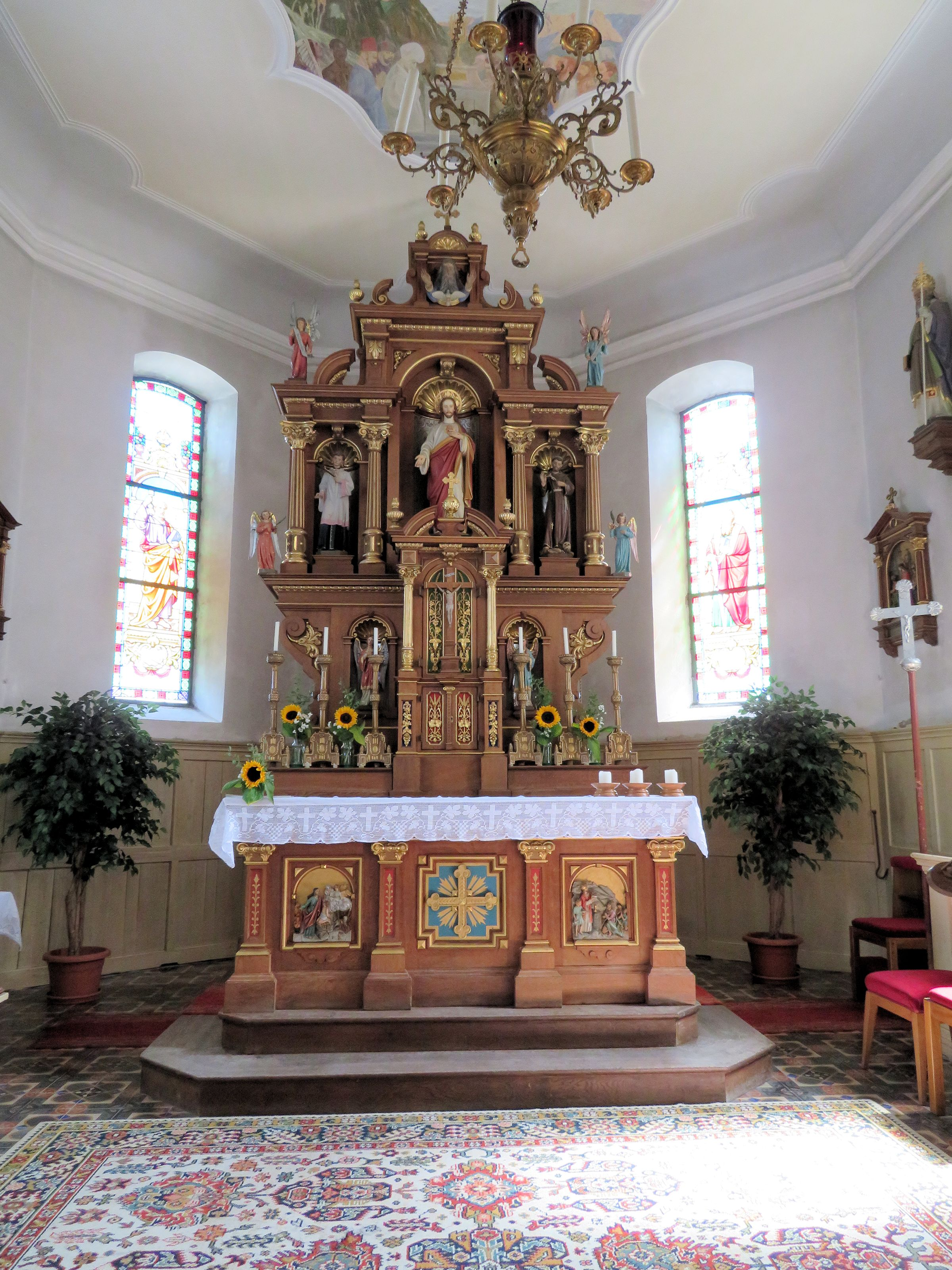
Altar in St. Otmar in Akams

Wilhelm Engel (* 21. Juni 1838 in Babenhausen (Schwaben); † 29. Juni 1933 ebenda) war ein deutscher Kunstschreiner. Er stattete zahlreiche Gotteshäuser mit Altären etc. aus.

## Leben und Werke
Wilhelm Engel war ein Sohn des Michael Johannes Engel und der Maria, geb. Zobel. Maria Zobel war eine Tochter des sogenannten Hofschreiners Zobel. Engel übernahm in jungen Jahren den Betrieb seines Vaters und erweiterte ihn. Im letzten Drittel des 19. Jahrhunderts erhielt er zahlreiche Aufträge zu Kirchenausstattungen. Wenn auch später seine Werke oft als „Schreiner-Gotik“ abgetan und aus den Gotteshäusern entfernt wurden, sind doch immer noch mindestens 22 Kirchen nachweisbar, für die Engel Altäre, Kanzeln, Chorstühle und Kommuniongatter schuf. Die Entwürfe zeichnete er selbst; an der Ausführung waren wohl oft zahlreiche Menschen beteiligt: Engel hatte zeitweise 18 Gesellen; vor Einführung der Elektrizität in Babenhausen arbeitete er mit einer Dampfmaschine. Oft arbeitete er mit Wilhelm Stury zusammen, der ein „Atelier für kirchliche Dekorations-Fass- & Vergolderarbeiten“ hatte und, wie Engel selbst, in der Krumbacher Straße in Babenhausen ansässig war. Nachdem gegen Ende des 20. Jahrhunderts eine Rückbesinnung eingesetzt hatte, wurden Kirchenausstattungen Engels, die erhalten geblieben waren, zum Teil wieder hervorgeholt. So wurden etwa in der Stiftskirche St. Philipp und Jakob in Bad Grönenbach drei Altäre Engels wieder aufgestellt. Die Figuren der Seitenaltäre, die verloren waren, wurden dabei durch neue Arbeiten von Christiane und Harald Sandler ersetzt, die Rupert Mayer und Edith Stein als Altarfiguren wählten. Möglicherweise unverfälschte Engel-Arbeiten sind noch in den Kirchen von Aufheim, Langenhaslach, Herrenstetten, Bebenhausen, in der Kirche Mariä Himmelfahrt in Westerheim, den Kirchen von Wildpoldsried und Kimratshofen vorhanden, ebenso in St. Otmar in Akams, in der Pfarrkirche St. Cornelius und Cyprian von Probstried und in Hopferbach.
Neben Kirchen stattete er auch profane Gebäude aus, darunter die Wirtsstube des „Sailer-Bräus“. Möbel aus der Werkstatt Engels befinden sich auch noch im Babenhauser Schloss sowie in zahlreichen Bürgerhäusern.
Wilhelm Engel engagierte sich in Babenhausen in mehreren Vereinen; unter anderem gehörte er den Gründungsmitgliedern des Turnvereins und des Darlehenkassenvereins an, aus dem sich dann die Raiffeisenbank entwickelte.